# Autorretrato (Jacques-Louis David)
El autorretrato de Jacques-Louis David fue pintado por el artista en 1794. El cuadro tiene la peculiaridad de haber sido realizado en prisión mientras David permanecía detenido por haber formado parte de los partidarios de Robespierre. Es su tercer y último autorretrato, después del titulado A los tres cuellos, de 1791 (museo de los Uffizi de Florencia). Donado a su antiguo alumno Jean-Baptiste Isabey, el cuadro entró en las colecciones del museo del Louvre en 1852 (inv. 3705).

## Descripción
El cuadro representa al artista con el rostro de frente, y el torso de tres cuartos, sobre un fondo amarillo-gris. Está vestido con un abrigo oscuro de anchas solapas castañas, y una camisa blanca, con un pañuelo atado al cuello del mismo color. En su mano izquierda, mantiene el pincel, en la derecha, la paleta. Está sentado en una butaca, que se entrevé detrás. La figura está iluminada desde la derecha. Ya que el retrato fue pintado con ayuda de un espejo, las posiciones de las manos están invertidas; David no corrige el efecto, así, mantiene el pincel en la mano izquierda, cuando en realidad era diestro; asimismo, el tumor que afectaba a su mejilla izquierda se encuentra en la derecha pero disimulado en la sombra.
David se ha representado joven, cuando sin embargo tiene 46 años en el momento en que realiza la obra.

## Timbre
El autorretrato fue grabado para un sello de correos francés por René Cottet para la serie de las celebridades de la Revolución Francesa de 1950, con Danton, Robespierre, Chenier, Carnot y Hoche. En comparación con el autorretrato original, la figura está invertida.